# Ceramius jacoti
Ceramius jacoti är en stekelart som beskrevs av Richards 1962. Ceramius jacoti ingår i släktet Ceramius och familjen Masaridae. Inga underarter finns listade.